# Waking Up in Vegas
Waking Up in Vegas è un singolo della cantante statunitense Katy Perry, pubblicato il 21 aprile 2009 come quinto estratto dal secondo album in studio One of the Boys.

## Descrizione
Katy Perry ha spiegato Waking Up in Vegas, in un'intervista al The Sun del 26 settembre 2008 dicendo che può succedere che dopo qualche birra di troppo con gli amici, ci si possa svegliare la mattina dopo a Las Vegas. Infatti la cantante ha spiegato che l'ispirazione per il brano è una storia che le è accaduta veramente, quando all'età di 21 anni organizzò un finto matrimonio a Las Vegas.

## Promozione
Katy Perry ha interpretato per la prima volta Waking Up in Vegas nel marzo 2009 durante lo show televisivo statunitense Later with Jools Holland, ed in seguito all'Ant and Dec's Saturday Night Takeaway, al posto di Thinking of You, in promozione in quel momento. Successivamente, il singolo è stato distribuito alle radio australiane il 23 marzo, diventando il quarto brano più programmato della settimana..

## Video musicale
Il videoclip, diretto da Joseph Kahn, è stato girato a Las Vegas il 26 marzo 2009. È stato reso disponibile il 28 aprile 2009 sulle piattaforme iTunes australiane, britanniche e statunitensi. Nel video Katy Perry e l'attore Joel Moore, interpretano una coppia in un casinò a Las Vegas, che partendo da una piccola vittoria ad una slot machine, iniziano a guadagnare sempre più denaro, al punto di potersi permettere automobile costose ed hotel sempre più lussuosi. Tuttavia man mano che le vincite aumentano i due sono sempre più litigiosi fra loro. Poi la fortuna cambia ed i due innamorati perdono tutte le loro ricchezze. Il video termina nello stesso modo in cui era cominciato: i due inseriscono nella slot machine la loro ultima monetina ed ottengono una cospicua vittoria.
Nel video compaiono la famosa coppia di illusionisti Penn & Teller e il giocatore di poker professionista Daniel Negreanu.

## Tracce
UK Digital EP
1. Waking Up in Vegas (Radio Edit) – 3:22
2. Waking Up in Vegas (Manhattan Clique Remix Edit) – 3:50
3. Waking Up in Vegas (Calvin Harris Radio Edit) – 3:46

Radio Promo CD
1. Waking Up in Vegas (Radio Edit) – 3:22
2. Waking Up in Vegas (Radio Edit Instrumental) – 3:22

US Digital Remix EP
1. Waking Up in Vegas (Calvin Harris SexMan Extended Remix) – 5:39
2. Waking Up in Vegas (Jason Nevins Electrotec Club Mix) – 6:41
3. Waking Up in Vegas (Jason Nevins Electrotec Dub) – 6:02
4. Waking Up in Vegas (Manhattan Clique Bellagio Remix) – 6:18
5. Waking Up in Vegas (Manhattan Clique Luxor Dub) – 6:06

## Date di pubblicazione
| Paese       | Data           | Formato             |
| ----------- | -------------- | ------------------- |
| Australia   | 23 maggio 2009 | Airplay radiofonico |
| Australia   | 4 maggio 2009  | Download digitale   |
| Stati Uniti | 21 aprile 2009 | Airplay radiofonico |
| Brasile     | 11 maggio 2009 | Airplay radiofonico |
| Europa      | 4 giugno 2009  | CD singolo          |
| Europa      | 4 giugno 2009  | Download digitale   |
| Regno Unito | 4 maggio 2009  | Download digitale   |
| Regno Unito | 8 giugno 2009  | CD singolo          |
| Regno Unito | 8 giugno 2009  | EP digitale         |

## Classifiche

### Classifiche internazionali
| Classifica (2009) | Posizione massima |
| ----------------- | ----------------- |
| Australia         | 11                |
| Austria           | 26                |
| Belgio (Fiandre)  | 56                |
| Belgio (Vallonia) | 54                |
| Canada            | 2                 |
| Europa            | 44                |
| Germania          | 33                |
| Irlanda           | 8                 |
| Nuova Zelanda     | 9                 |
| Paesi Bassi       | 78                |
| Slovacchia        | 10                |
| Svezia            | 32                |
| Svizzera          | 69                |
| Regno Unito       | 19                |
| Stati Uniti       | 9                 |
| Ungheria          | 1                 |

### Classifiche di fine anno
| Classifica (2009) | Posizione |
| ----------------- | --------- |
| Australia         | 67        |
| Canada            | 28        |
| Ungheria          | 30        |
| Regno Unito       | 138       |
| Stati Uniti       | 36        |